# Syconessa syconiformis
Syconessa syconiformis är en svampdjursart som först beskrevs av Borojevic 1967.  Syconessa syconiformis ingår i släktet Syconessa och familjen Heteropiidae. Inga underarter finns listade i Catalogue of Life.